# Manic Movement
Manic Movement est un groupe belge de heavy metal, originaire de Grammont, en Flandre.

## Biographie
Olivier Wittenberg, originaire de la région grammontoise forme le groupe en 1993, en tant que principal compositeur. Discipline, le premier album du groupe bénéficie de l'important soutien de Franky De Smet Van Damme et Xavier Carion, respectivement chanteur et guitariste du groupe Channel Zero (Alain et Franky se connaissent depuis leur scolarité), et la technique de Attie Bauw, qui a entre autres travaillé avec Channel Zero, Gorefest, Judas Priest, et The Gathering.
En 1999, le groupe publie son deuxième album studio, Thousand Sufferings. En 2002, Manic Movement participe au Graspop Metal Meeting 2002. L'album Discipline sort au bout de quatre ans d'existence du groupe, lui offrant quelques concerts et une tournée, puis Alain quittera le groupe pour cause de problèmes vocaux. Il sera remplacé par Maarten Verbeke. Attie Bauw poursuivra la collaboration avec le groupe jusqu'au quatrième album inclus. En 2009 sort l'album Dark Glitter,.
Peu après la sortie de l'album HOT! HOT! HOT! en 2010, Olivier se tournera davantage vers la production de groupes locaux ou amateurs, mettant un terme au groupe.

## Membres

### Derniers membres
- Bart Jacquet - basse
- Frédéric Ost - guitare solo
- Jérémie Vasile - guitare rythmique
- Olivier Wittenberg - batterie (1993-2010)
- Filip De Graeve - clavier, basse (1998-2010)
- Virginia Fantoni - chant (2006-2010)

### Anciens membres
- Marc De Veirman - basse
- Sven De Corte - basse
- Dimi - guitare
- Steven Van De Wiele - guitare
- Phil P. - guitare
- Maarten Verbeke (décédé en 2012) - chant
- Alain Van Der Stockt - chant
- Ken Straetman - guitare rythmique (1997-2000)
- Gerry Verstreken - basse (2000-2004)
- Jason Masschelein - guitare (2000)

## Discographie
- 1997 : Discipline
- 1999 : Thousand Sufferings
- 2001 : Future Dreaming Self
- 2009 : Dark Glitter
- 2010 : HOT! HOT! HOT!